# Hélène Tanguy
Hélène Tanguy, née le 26 juin 1949 à Vannes (Morbihan), est une femme politique française.

## Biographie
Cette proche de Jacques Chirac conquiert son premier mandat électoral lors des élections régionales françaises de 1992 en étant élue dans le Finistère sur la liste RPR. Ce n’est cependant qu’en 1994 qu’elle rejoint ce parti. Lors des élections municipales françaises de 1995, elle s’empare dès le premier tour de la mairie de Guilvinec. Elle est réélue dès le premier tour en 2001 et en 2008.
Élue conseillère régionale en 1992, elle devient vice-présidente du conseil régional en 1998, chargée des lycées bretons. Elle perd ce titre et cette responsabilité à la suite de l'élection d’une majorité de gauche. Redevenue simple conseillère régionale, elle conserve son siège jusqu’en 2010.
Elle est élue député le 16 juin 2002, pour la XIIe législature (2002-2007), dans la 7e circonscription du Finistère. Elle rejoint le groupe UMP. Elle est battue lors des élections législatives françaises de 2007 par Annick Le Loch (PS) par 51,01 % des suffrages exprimés.
Auteur d'un rapport parlementaire intitulé "Les pêches maritimes françaises. Entre le défi du marché et le défi de l'aménagement du territoire". Cf. La Documentation Française dépôt légal février 2007 N° 421995N
30 octobre 2007. Mandat donné par le ministre de l'Ecologie, du Développement et de l'Aménagement Durables (JL Borloo) et le ministre de l'Agriculture et de la Pêche (M Barnier) pour une mission d'analyse et de réflexion, accompagnée de l'élaboration de propositions sur le développement d'une aquaculture française durable. Cf. lettre du Trombinoscope N° 111 du 14 janvier 2008. Rapport remis le 31 octobre 2008.
Le 27 juin 2012, elle annonce sa démission du mandat de maire de Guilvinec, tout en restant conseillère municipale.

## Détail des fonctions et des mandats
Mandat parlementaire
- 20 juin 2002 - 19 juin 2007 : députée de la septième circonscription du Finistère

Mandats locaux
- 22 mars 1992 - 21 mars 2010 : conseillère régionale de Bretagne
- 18 juin 1995 - 25 juin 2012 : maire du Guilvinec[2]
- 16 mars 1998 - 28 mars 2004 : vice-présidente du conseil régional de Bretagne

Fonctions au CESE
Nommée personnalité associée par le décret du Président de la République en date du 6 mars 2012 (JORF n° 0057 du 7 mars 2012, p 42-73) dans la section de l'Agriculture, de la pêche et de l'alimentation.
Reconduite dans cette fonction par décret du Président de la République le 29 mars 2014 (JORF n° 0077 du 1er avril p 62-72) jusqu'en novembre 2015.
Secrétaire Générale du Groupe des Anciens députés en 2017, puis Vice-Présidente.
- Secrétaire Générale du Groupe des Anciens députés en 2017, puis Vice-Présidente.

## Décorations
- Chevalier des Palmes académiques (Décret du 15 janvier 1997)
- Chevalier de la Légion d'honneur (Janvier 2000, scellé du sceau de l'Ordre ss le n° 2733CV99)
- Officier de la Légion d'honneur (Janvier 2008, scellé du sceau de l'Ordre ss le n° 2733CV99)
- Commandeur de l'Ordre national du Mérite ((Novembre 2011, scellé du sceau de l'Ordre ss le n°3188c11)
- Officier de l'Ordre du Mérite Maritime par décision du 8 janvier 2018